# Earls Court Exhibition Centre

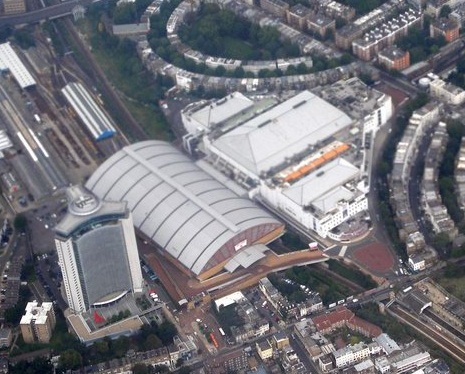
Die Hallen des Earls Court

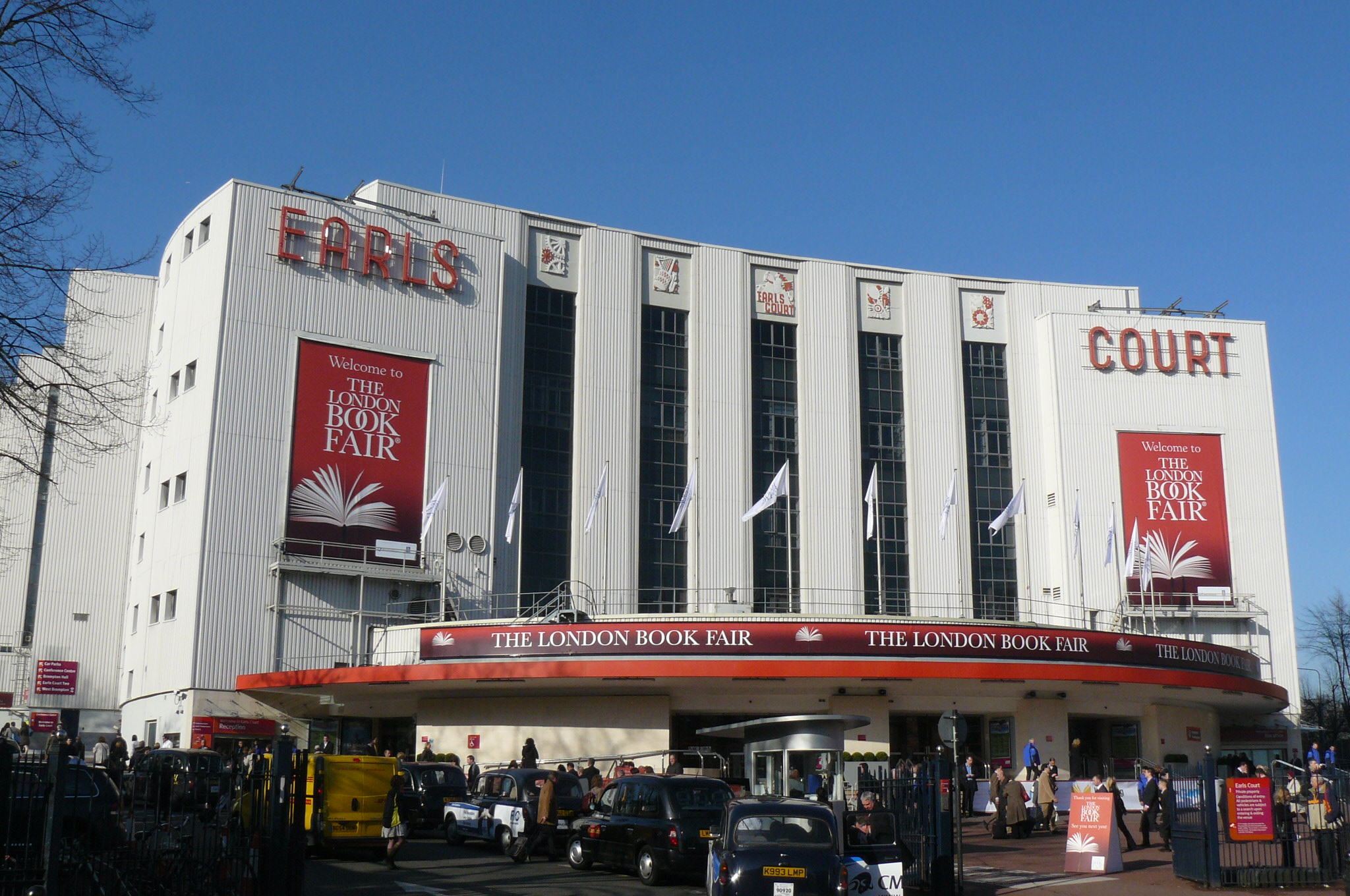
Portal Nordost

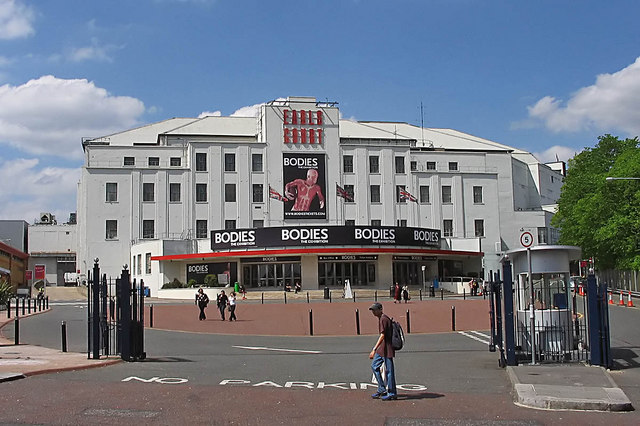
Portal Südost

Das Earls Court Exhibition Centre, kurz Earls Court, in London war ein Messe- und Veranstaltungszentrum. Es bestand aus diversen Mehrzweckhallen und lag im Südwesten der Stadt, zwischen Kensington, Chelsea, Hammersmith und Fulham. Ursprünglich wurde im 19. Jahrhundert hier ein Gleisdreieck überbaut.
2014 wurde der Gebäudekomplex im Zuge einer Umsetzung eines neuen Bebauungsprojekts abgerissen.

## Geschichte
Als im 19. Jahrhundert die Gleise der West London Line mit jenen der District Line verbunden wurden, entstand zwischen ihnen ein 6 acre großes Dreieck. Um den Jahreswechsel 1884/1885 erkannte John Robinson Whitley auf der Suche nach einem Ausstellungsgelände die umliegenden Bahnhöfe mit Gleisen in drei Richtungen als großen Vorteil des Grundstücks.
Whitley bereitete damals eine American Exhibition von Unternehmen aus den USA vor, erlitt aber Rückschläge, sah dann in Washington, D.C. die Buffalo Bill Wild West Show, und holte sie nach Europa. In den ersten Monaten des Jahres 1887 errichtete er mit rund 2000 Arbeitskräften in dem Dreieck eine runde Arena mit überdachter Tribüne, jenseits der West London Line eine lange Ausstellungshalle, und nördlich davon einen Lustgarten, all das verbunden durch 7 Brücken. Am 9. Mai 1887 fand im Beisein des Prince of Wales die erste Show statt, und während des fünf Monate dauernden Gastspiels zahlten täglich fast 15.000 Besucher die hohen Eintrittspreise. Im Jahr 1888 ließ Whitley die Italian Exhibition folgen, im Jahr 1890 die French Exhibition, und im Jahr 1891 die German Exhibition, zog sich dann aber zurück, weil diese Ausstellungen kaum auskömmlich waren.
Unter Whitleys Nachfolgern übernahm bald Imre Kiralfy eine führende Rolle, auf dessen Anregung zum Jahr 1895 ein über 90 m hohes Riesenrad (Londoner Riesenrad) im Dreieck errichtet wurde, noch etwas größer als das weltweit erste auf der World’s Columbian Exposition im Jahr 1893. Südlich der Halle errichtete Kiralfy ein Theatergebäude mit modernster Bühnentechnik. Im Jahr 1906 fand auf dem Gelände die Imperial Austrian Exhibition und im Jahr 1908 die Franco-British Exhibition statt. Bis 1907 stand das Riesenrad, von dem man bis Windsor Castle sehen konnte. Im Ersten Weltkrieg lag das Dreieck brach, und die Flächen westlich der Gleise wurden einer anderen Nutzung zugeführt.
Im Januar 2010 kaufte eine Immobiliengesellschaft den Komplex, um an seiner Stelle Wohnhäuser zu bauen. Das nicht unumstrittene Projekt wurde im Sommer 2013 vom Bürgermeister Boris Johnson genehmigt, die Abrissarbeiten und Umstrukturierung des Geländes begannen 2014. Der Start für die Neubaumaßnahmen wurde für 2017 angesetzt.

## Earls Court One
Im Jahr 1935 begann eine Gruppe Industrieller den Bau einer Halle über dem Dreieck, die damals die größte Veranstaltungshalle Europas werden sollte. Ihr Boden aus Beton konnte auf Knopfdruck geöffnet werden und gab dann ein großes Schwimmbecken frei, das auf gleiche Weise wieder abgedeckt werden konnte. Die Baukosten dieser Halle beliefen sich auf 1,5 Millionen Pfund.
Am 1. September 1937 wurde die Halle mit der Internationalen Schokoladen- und Konditoreiausstellung eröffnet. Zur ersten British Motor Show nach dem Zweiten Weltkrieg kamen 1948 über 500.000 Besucher nach Earls Court.

## Earls Court Two
Im Jahr 1991 wurde die zweite Halle über den westlichen Gleisen fertiggestellt. Die Nutzfläche dieser Halle beträgt 17.000 Quadratmeter und kostete circa 100 Millionen Pfund. Eröffnet wurde Earls Court Two im Rahmen der Motorfair am 17. Oktober 1991 von Prinzessin Diana.

## Veranstaltungen
Im Earls Court fand ein breites Spektrum an Veranstaltungen statt, unter anderem die Verleihung der Brit Awards, die MPH Show (eine der größten Motorsport-Ausstellungen Großbritanniens) oder Wrestling-Veranstaltungen.

### Sport
Bei den Olympischen Spielen 2012 fanden die Wettbewerbe im Volleyball im Earls Court Exhibition Centre statt, bei den Olympischen Sommerspielen 1948 das Turnen, das Gewichtheben, das Ringen und die Vorrunden im Boxen.

### Konzerte
Mit ihrer Kapazität von 19.000 Zuschauern wurde die Halle vor allem für Konzerte bekannter Künstler genutzt, so wie: Coldplay, David Bowie, Deadmau5, Def Leppard, Fleetwood Mac, Foo Fighters, Genesis, George Michael, Iron Maiden, Kylie Minogue, Led Zeppelin, Madonna, Metallica, Morrissey, Muse, Oasis, Paul McCartney, Pink Floyd, Prince, Queen, Radiohead, Red Hot Chili Peppers, R.E.M., The Rolling Stones, Slade, Spice Girls, Stereophonics, Supertramp und U2.